# Матчи сборной Санкт-Петербурга по футболу (1911)
Сезон 1911 года стал 10-м в истории сборной Санкт-Петербурга по футболу.
В нём сборная провела 3 официальных и 2 неофициальных матча (все — международные).

## Классификация матчей
По установившейся в отечественной футбольной истории традиции официальными принимаются
- Все соревновательные матчи[К 4] официальных турниров — чемпионатов СССР, Российской империи и РСФСР — во времена, когда они проводились среди сборных городов (регионов, республик), и сборная Санкт-Петербурга (Ленинграда) была субъектом этих соревнований; к числу таковых относятся также матчи футбольных турниров на Спартакиадах народов СССР 1956 и 1979 года.
- Междугородние товарищеские игры сборной сильнейшего состава без формальных ограничений[К 5] с адекватным по статусу соперником. Матчи с клубами Санкт-Петербурга и других городов, со сборными не сильнейшего состава и д.п. составляют другую категорию матчей.
- Международные матчи с соперниками топ-уровня — в составах которых выступали футболисты, входившие в национальные сборные либо выступавшие в чемпионатах (лигах) высшего соревновательного уровня своих стран — как профессионалы, так и любители[К 6]. Практиковавшиеся (в основном, в 1920—1930-х годах) международные матчи с так называемыми «рабочими» и им подобными по уровню командами, состоявшими, как правило, из неконкурентоспособных игроков-любителей невысокого уровня, заканчивавшиеся нередко их разгромными поражениями, отнесены в отдельную категорию матчей.

## Статистика сезона
| 1911      |                                            |     |
| Н (1)     | Санкт-Петербург (ВОФЛ, рус) — Гельсингфорс | 0:5 |
| Н (2)     | Санкт-Петербург (ВОФЛ, анг) — Гельсингфорс | 1:4 |
| МН 4      | Санкт-Петербург (анг) — «Дрезднер» СК      | 1:4 |
| МН 5      | Санкт-Петербург — «Дрезднер» СК            | 3:2 |
| МН 6      | Санкт-Петербург (рус) — «Дрезднер» СК      | 2:2 |
| Итого     |                                            |     |
| И В Н П М |                                            |     |
| 3 1 6−8   |                                            |     |
| 2 0 2 1−9 |                                            |     |

## Официальные матчи

### 10. Санкт-Петербург — «Дрезднер» СК (Германия) — 1:4
Международный товарищеский матч 4 (отчет)

| Санкт-Петербург (англичане) | 1:4 | «Дрезднер» СК |
| --------------------------- | --- | ------------- |
| - Эндрю ~85′                |     | - Шлаг        |

| Игрок               | Клуб      |                                                                   | Вышел на замену | Гол  |
| ------------------- | --------- | ----------------------------------------------------------------- | --------------- | ---- |
| Гринальш, Джеймс    | «Невский» | Серебряный гол · Серебряный гол · Серебряный гол · Серебряный гол | 1               | (-4) |
|                     |           |                                                                   |                 |      |
| Мосс, Пол           | «Невский» |                                                                   | 1               |      |
| Мэтти,              | «Невский» |                                                                   | 1               |      |
|                     |           |                                                                   |                 |      |
| Филлипс, Джон       | «Невский» |                                                                   | 3               |      |
| Хилл, Чарльз        | «Невский» |                                                                   | 1               |      |
| Монро, Александр    | «Невский» |                                                                   | 2               | 1    |
|                     |           |                                                                   |                 |      |
| Пельтенбург, Губерт | «Невский» |                                                                   | 1               |      |
| Эндрю, Уильям       | «Унитас»  | Гол                                                               | 1               | 1    |
| Бун, Уильям         | «Кениг»   |                                                                   | 1               |      |
| Коффрайт, А.        | «Нева»    |                                                                   | 2               | 1    |
| Хендерсон, А.       | «Невский» |                                                                   | 1               |      |

| «Дрезднер» СК |           |
| ------------- | --------- |
| Вернер        |           |
|               |           |
| К.Рихтер      |           |
| Гессе         |           |
|               |           |
| Герцог        |           |
| Рост          |           |
| Ассман        |           |
|               |           |
| Грюм          |           |
| Нойман I      |           |
| Г.Рихтер      |           |
| Шлаг          | Гол · Гол |
| Нойман II     |           |

|  |  |

### 11. Санкт-Петербург — «Дрезднер» СК (Германия) — 3:2
Международный товарищеский матч 5 (отчет)

| Санкт-Петербург                     | 3:2 | «Дрезднер» СК   |
| ----------------------------------- | --- | --------------- |
| - Г.Никитин 30′ 40′ - В.Бутусов 76′ |     | - 32′ ? - 42′ ? |

| Игрок               | Клуб       |                                 | Вышел на замену | Гол  |
| ------------------- | ---------- | ------------------------------- | --------------- | ---- |
| Нагорский, Пётр     | «Спорт»    | Серебряный гол · Серебряный гол | 2               | (-6) |
|                     |            |                                 |                 |      |
| Марков, Владимир    | «Спорт»    |                                 | 3               |      |
| Белобородов I, Яков | «Меркур»   |                                 | 1               |      |
|                     |            |                                 |                 |      |
| Уверский, Алексей   | «Спорт»    |                                 | 7               |      |
| Хромов, Никита      | «Унитас»   |                                 | 7               |      |
| Монро, Александр    | «Невский»  |                                 | 3               | 1    |
|                     |            |                                 |                 |      |
| Пельтенбург, Губерт | «Невский»  |                                 | 2               |      |
| Суворов, Андрей     | «Спорт»    |                                 | 1               |      |
| Бутусов, Василий    | «Унитас»   | Гол                             | 1               | 1    |
| Никитин, Григорий   | «Спорт»    | Гол · Гол                       | 5               | 7    |
| Филиппов, Сергей    | «Коломяги» |                                 | 1               |      |

| «Дрезднер» СК |  |
| ------------- |  |
| Вернер        |  |
|               |  |
| К.Рихтер      |  |
| Гессе         |  |
|               |  |
| Герцог        |  |
| Рост          |  |
| Ассман        |  |
|               |  |
| Грюм          |  |
| Г.Рихтер      |  |
| Нойман I      |  |
| Шлаг          |  |
| Нойман II     |  |

### 12. Санкт-Петербург — «Дрезднер» СК (Германия) — 2:2
Международный товарищеский матч 6 (отчет)

| Санкт-Петербург (русские) | 2:2 | «Дрезднер» СК |
| ------------------------- | --- | ------------- |
|                           |     |               |

| Игрок             | Клуб       |                                 | Вышел на замену | Гол  |
| ----------------- | ---------- | ------------------------------- | --------------- | ---- |
| Нагорский, Пётр   | «Спорт»    | Серебряный гол · Серебряный гол | 3               | (-8) |
|                   |            |                                 |                 |      |
| Соколов, Пётр     | «Унитас»   |                                 | 5               |      |
| Латонин, Сергей   | «Унитас»   |                                 | 2               |      |
|                   |            |                                 |                 |      |
| Уверский, Алексей | «Спорт»    |                                 | 8               |      |
| Яковлев, Михаил   | «Коломяги» |                                 | 1               |      |
| Кушель, Александр | «Спорт»    |                                 | 6               |      |
|                   |            |                                 |                 |      |
| Егоров, Иван      | «Спорт»    |                                 | 7               | 1    |
| Сорокин, Пётр     | «Спорт»    |                                 | 7               | 1    |
| Бутусов, Василий  | «Унитас»   |                                 | 2               | 1    |
| Соловьев, Михаил  | «Меркур»   |                                 | 1               |      |
| Иванов, Александр | «Унитас»   |                                 | 4               |      |

| «Дрезднер» СК |  |
| ------------- |  |
| Вернер        |  |
|               |  |
| Гайер         |  |
| К.Рихтер      |  |
|               |  |
| Рост          |  |
| Гессе         |  |
| Ассман        |  |
|               |  |
| Нойман I      |  |
| Р.Рихтер      |  |
| Г.Рихтер      |  |
| Шлаг          |  |
| Нойман II     |  |

## Неофициальные матчи
Турне сборной Гельсингфорса в Санкт-Петербург
1. Международный товарищеский матч
| 21 мая Неоф (1) | Санкт-Петербург (ВОФЛ, «русские») | 0:5 | Гельсингфорс | Поле «Невских», Санкт-Петербург   |
| |                                   |     |              | Судья: Х.Хартли (Санкт-Петербург) |
| (ВОФЛ, «русские»): Борейша - Сальбом, Доблер - Власенко, Северов, Турков (~10' Аль.Шпигель) - Жуков, Тилленберг, Самойлов, Ал.Гюлих, М.Соловьёв · Гельсингфорс: Сюрьяляйнен - Лёфгрен, Холопайнен - К.Сойнио, Линдбак, Викстрём - Таннер, Нююссёнен, Ёман, Б.Виберг, Ниска |                                   |     |              |                                   |

2. Международный товарищеский матч
| 22 мая Неоф (2) | Санкт-Петербург (ВОФЛ, «англичане») | 1:4 | Гельсингфорс                                       | Поле «Невских», Санкт-Петербург |
| | - ? 47′ - Коффрайт 70' (пен)        |     | - 8′ ~20′ (пен.) Б.Виберг - 40′ Ёман - 89′ Линдбак | Судья: М.Кинг (Санкт-Петербург) |
| (ВОФЛ, «англичане»): Б.Браун - Бьюкенен, Уинтерботтом - В.Смолл, Шусмит, Блэр - Ривз, Пельтенберг, Коффрайт, Монро, Хилл Гельсингфорс: Сюрьяляйнен - Лёфгрен, Холопайнен - К.Сойнио, Линдбак, Викстрём - Таннер, Нююссёнен, Ёман, Б.Виберг, Ниска |                                     |     |                                                    |                                 |

## Комментарии
1. ↑  К.Есенин указывал для сборной Москвы только междугородние и международные матчи[1]
2. ↑  В реестре матчей сборной Санкт-Петербурга (Петрограда, Ленинграда), опубликованном группой ленинградских историков и статистиков под редакцией Н.Киселёва[2] учтены только междугородние матчи со сборными городов и республик
3. ↑  Г.Калянов предложил разделение матчей на официальные и товарищеские (для сборной Москвы)[3]
4. ↑  в том числе недоигранные и аннулированные, а также сыгранные с неформатными сборными и клубами — все матчи, объявленные как матчи официальных турниров
5. ↑  Матчи второй, третьей и т. д. (дублёров), а также ведомственных (например, сборной профсоюзов) сборных считаются неформатными. Тем не менее, междугородние матчи и «русской», и «английской» сборных Санкт-Петербурга и Москвы начала века, согласно установившейся традиции, учитываются историками[4][5][1] в их реестрах
6. ↑  Тем не менее, несколько международных матчей 1910-х годов с командами, формально не соответствующими строго данному критерию, но в игровом плане нередко подавляюще превосходившими сборные Санкт-Петербурга и Москвы, учтены[6][7] в их реестрах
7. ↑  Сборная «Всероссийского общества футболистов-любителей» — лиги, альтернативной Петербургской футбол-лиге. Весной 1911 в нее входили клубы «Невский», «Нева», «Виктория» и «Меркур».
8. ↑  Сборная «Всероссийского общества футболистов-любителей» — лиги, альтернативной Петербургской футбол-лиге. Весной 1911 в нее входили клубы «Невский», «Нева», «Виктория» и «Меркур».
9. ↑  Сборная «Всероссийского общества футболистов-любителей» — лиги, альтернативной Петербургской футбол-лиге. Весной 1911 в нее входили клубы «Невский», «Нева», «Виктория» и «Меркур».
10. ↑  «Русский спорт» и финские источники сообщают о замене Н.Туркова, получившего тяжёлую травму (перелом ноги); согласно информации газеты «Новое время» русская команда доиграла матч вдесятером без Ал.Гюлиха в составе.